# 日根野盛就
日根野 盛就（ひねの もりなり）は、戦国時代から安土桃山時代にかけての武将。

## 日根野氏概要
日根野氏は和泉国日根（または日根野、現在の大阪府泉佐野市日根野）の地を発祥とする一族で、藤原姓を称した。盛就の父（九郎左衛門）の代に一部の一族が美濃国に移住した。
美濃の日根野氏と和泉の日根野氏の交流は代を下っても続いており、兄の弘就が和泉の日根野孫次郎に宛てた手紙などが現存している。

## 生涯

### 斎藤家臣時代
盛就は美濃の戦国大名斎藤氏の家老を務めた日根野弘就の弟だが、『太閤記』では弘就の異母弟とされている。兄と共に斎藤家臣として尾張国の織田信長と度々交戦しており、永禄4年（1561年）の森部の戦いでは魁の武功を顕した。
永禄6年（1563年）4月の新加納の戦いでは日根野弘定と共に織田軍を迎え撃ち、池田恒興・坂井政尚らを破った。また同年8月に織田軍が再侵攻してきた時は高田（現岐阜県岐阜市高田）の竹薮で待ち受け、日根野隊を確認した織田軍が撤退を始めると追撃をかけたが、織田軍がそのまま退いたので日根野隊も深追いせず兵を退いた。
このように織田軍との戦いで度々功を挙げていたが、信長の勢いはやがて徐々に斎藤を凌駕し、永禄10年（1567年）の稲葉山城の戦いで戦国大名としての斎藤氏が滅亡すると兄弘就ともども浪人となった。

### 流浪
斎藤氏滅亡後はほぼ常に兄の弘就と行動を同じくしており、共に遠江国の今川氏真の元に仕官し、永禄12年（1569年）1月12日には天王山を守って徳川家康と戦った。同月18日には徳川方の金丸山砦を強襲し、久野宗信・小笠原氏興を敗走させている。
しかし、今川もまた徳川には敵わず同年中に掛川城は降伏・落城。再び浪人となった日根野兄弟は今度は近江国へと向かい、今井秀形・島秀安らと款を通じ近江に在住していたが、やがて浅井長政に仕えた。浅井麾下としては元亀3年（1572年）4月に海津対馬守に添えられ、伊黒城攻めに参加したが、同年冬には浅井家を去る。
その後は兄弟揃って長島一向一揆に合流したが、天正2年（1574年）9月に一揆が壊滅すると、ついに今まで臣従を避け続けていた織田家へと仕官した。

### 織田仕官 - 晩年
天正6年（1578年）11月の有岡城の戦いには織田信忠麾下として参加。天正8年（1580年）閏3月には安土（現・近江八幡市安土町）に屋敷地を与えられているので信長の馬廻になったと見られる。
天正10年（1582年）6月に本能寺の変で信長が死ぬと羽柴秀吉に仕え、天正12年（1584年）の小牧・長久手の戦いにも参陣。兄と共に要所である二重堀砦を守備し度々徳川軍と小競り合いがあったが、羽柴信吉ら中入り部隊の敗走が伝わると徳川軍の猛攻を受けるも奮戦し、多くの死傷者を出しながら守りきった。
天正13年（1585年）7月の四国攻めにも従軍。羽柴秀次の元で参加し阿波の脇城を攻略する活躍をしていたが、同年8月5日に死去。弥太郎という子がいたが、元亀3年（1572年）に父に先立ち18歳で死去しており、盛就の家系は断絶している。